# ماري كلير ماتيب
ماري كلير ماتيب  (بالفرنسية: Marie-Claire Matip)‏ من مواليد عام 1938 في إيسيكا ، كاتبة في الكاميرون . وتعتبر على نطاق واسع أول امرأة في أفريقيا جنوب الصحراء الكبرى تنشر كتاباً .

## السيرة الذاتية
ولدت ماري كلير ماتيب في عام 1938 في إيسيكا، في بلد باسا. عائلة ماري هي عائلة مؤثرة. كان جدها، آخر زعيم تقليدي لعشيرة Ndog-Njoué ، وكان ينتمي إلى طبقة أرستقراطية تم عزله تدريجياً من السلطة أثناء الاستعمار . والدها هو رئيس إداري لديه العديد من الزوجات وعشرات الأطفال.

## أعمالها
رواية ليزا: روايتها مكونة من 47 صفحة، تسرد حياتها منذ الولادة وحتى أواخر مرحلة المراهقة وتسرد العلاقة بين الراوية وجدتها، ويشتمل النص على عناصر من التقليد.
كما تلقي الضوء على هذا المجتمع المتغير، مع الصعوبات التي يواجهها الأطفال الذين يذهبون إلى المدرسة لجعل وضعهم في مجتمعهم الأصلي مقبولاً، وتأكد الكاتبة على وضع المرأة، والحرمان من الزواج التي تفرضه عليها الأسرة.